# Lemud
Lemud [ləmy] est une commune française située dans le département de la Moselle en région Grand Est.

## Géographie
Commune située sur la rive gauche de la Nied française.

### Voies de communication et transports
La commune est traversée par la ligne de chemin de fer reliant Rémilly à Metz. Lors de la mise en service de cette ligne, la rivière avait été déviée.
Le carrefour central du village est réputé être dangereux du fait de la présence d’un important virage qui perturbe la visibilité.

### Communes limitrophes

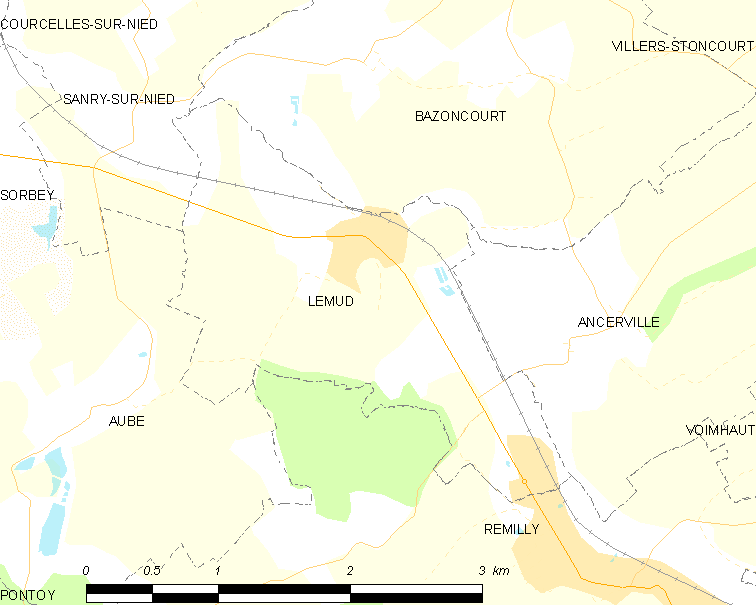
Carte de la commune.

| Sanry-sur-Nied   | Bazoncourt       | Vaucremont, commune de Bazoncourt |
| Sorbey (Moselle) | Lemud            | Ancerville (Moselle)              |
| Aube (Moselle)   | Dain-en-Saulnois | Rémilly (Moselle)                 |

### Géologie et relief
La superficie de la commune est de 424 hectares ; son altitude varie entre 216 et 242 mètres.
Le point d'altitude minimale est au nord de la commune et le point culminant au sud.

### Hydrographie
La commune est située dans le bassin versant du Rhin au sein du bassin Rhin-Meuse. Elle est drainée par la Nied et le ruisseau d'Aube.
La Nied française marque la limite communale entre Lemud et Bazoncourt. D'une longueur totale de 96,7 km, elle prend sa source dans la commune de Marthille, traverse 47 communes françaises, puis poursuit son cours en Allemagne où elle se jette dans la Sarre. Sur cette rivière se trouve le moulin de Bazoncourt qui est, entre autres, un site d’observation ornithologique : Héron cendré (Ardea cinerea), Hirondelle rustique (Hirundo rustica), Grosbec casse-noyaux (Coccothraustes coccothraustes).

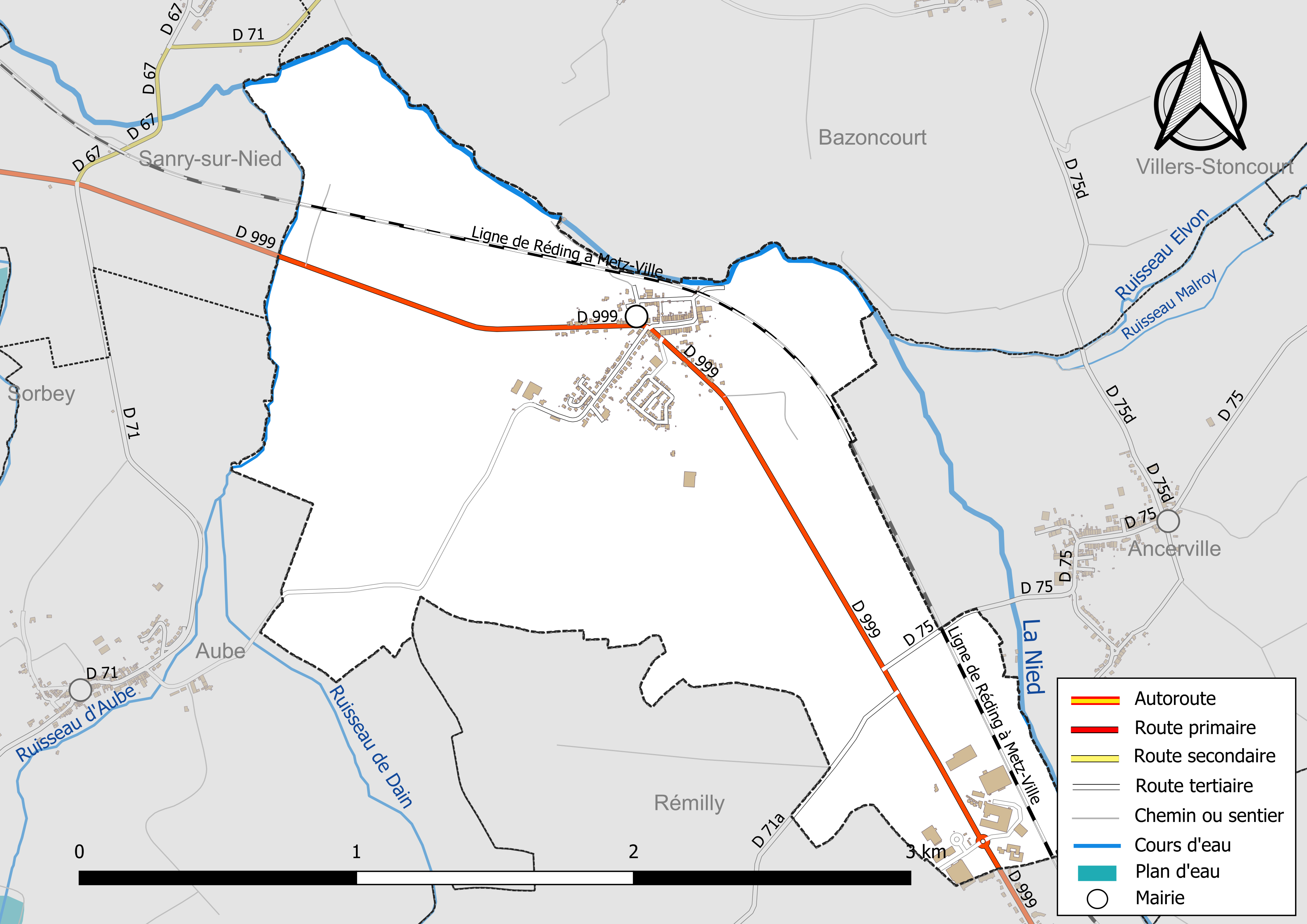
Réseaux hydrographique et routier de Lemud.

La qualité des eaux des principaux cours d’eau de la commune, notamment de la Nied, peut être consultée sur un site spécial géré par les agences de l’eau et l’Agence française pour la biodiversité. Ainsi en 2020, dernière année d'évaluation disponible en 2022, l'état écologique de la Nied était jugé moyen (jaune).

### Climat
Pour des articles plus généraux, voir Climat du Grand Est et Climat de la Moselle.
En 2010, le climat de la commune est de type climat océanique dégradé des plaines du Centre et du Nord, selon une étude du Centre national de la recherche scientifique s'appuyant sur une série de données couvrant la période 1971-2000. En 2020, Météo-France publie une typologie des climats de la France métropolitaine dans laquelle la commune est exposée à un climat semi-continental et est dans la région climatique  Lorraine, plateau de Langres, Morvan, caractérisée par un hiver rude (1,5 °C), des vents modérés et des brouillards fréquents en automne et hiver. 
Pour la période 1971-2000, la température annuelle moyenne est de 9,7 °C, avec une amplitude thermique annuelle de 16,8 °C. Le cumul annuel moyen de précipitations est de 782 mm, avec 11,9 jours de précipitations en janvier et 9,1 jours en juillet. Pour la période 1991-2020, la température moyenne annuelle observée sur la station météorologique de Météo-France la plus proche, « M.n.l. », sur la commune de Goin à 12 km à vol d'oiseau, est de 10,7 °C et le cumul annuel moyen de précipitations est de 678,8 mm. 
La température maximale relevée sur cette station est de 39,5 °C, atteinte le 24 juillet 2019 ; la température minimale est de −16,3 °C, atteinte le 2 janvier 1997,,. 
Les paramètres climatiques de la commune ont été estimés pour le milieu du siècle (2041-2070) selon différents scénarios d'émission de gaz à effet de serre à partir des nouvelles projections climatiques de référence DRIAS-2020. Ils sont consultables sur un site spécial publié par Météo-France en novembre 2022.

## Urbanisme

### Typologie
Au 1er janvier 2024, Lemud est catégorisée commune rurale à habitat dispersé, selon la nouvelle grille communale de densité à sept niveaux définie par l'Insee en 2022.
Elle est située hors unité urbaine. Par ailleurs la commune fait partie de l'aire d'attraction de Metz, dont elle est une commune de la couronne,. Cette aire, qui regroupe 245 communes, est catégorisée dans les aires de 200 000 à moins de 700 000 habitants,.

### Occupation des sols
L'occupation des sols de la commune, telle qu'elle ressort de la base de données européenne d’occupation biophysique des sols Corine Land Cover (CLC), est marquée par l'importance des territoires agricoles (88,1 % en 2018), une proportion sensiblement équivalente à celle de 1990 (88,4 %). La répartition détaillée en 2018 est la suivante : 
terres arables (56,4 %), prairies (31,7 %), zones urbanisées (9,4 %), forêts (2,5 %). L'évolution de l’occupation des sols de la commune et de ses infrastructures peut être observée sur les différentes représentations cartographiques du territoire : la carte de Cassini (XVIIIe siècle), la carte d'état-major (1820-1866) et les cartes ou photos aériennes de l'IGN pour la période actuelle (1950 à aujourd'hui).

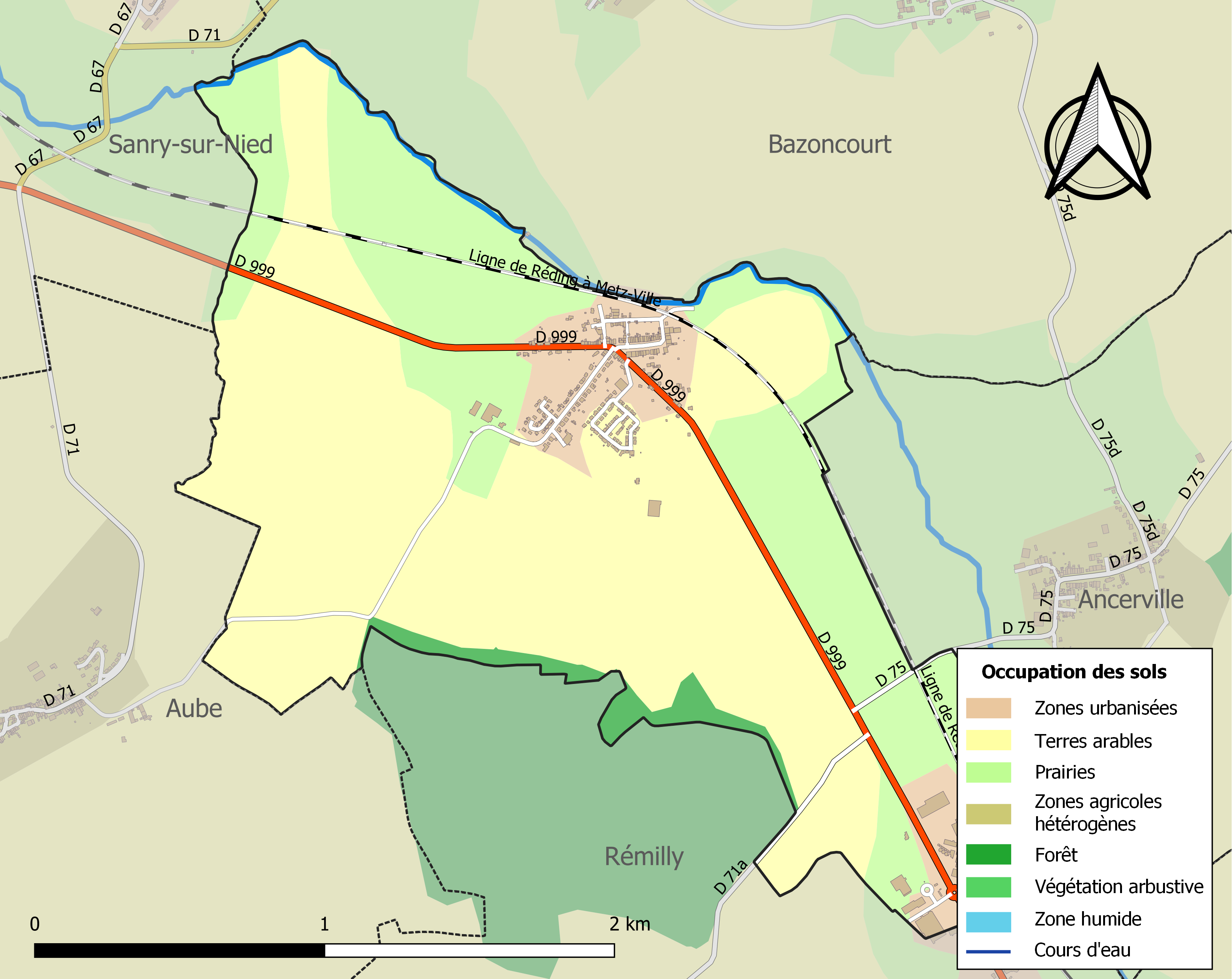
Carte des infrastructures et de l'occupation des sols de la commune en 2018 (CLC).

## Toponymie
- 1278 : Lumeurs[16]
- 1404 : Lemeu ou Lemen
- 1491 : Lemeut[17]
- 1631 : L'Esmud - LE Moeud
- 1779 : Le Mud
- 1793 : Lemud
- 1915-1918 : Mud
- 1940-1944 : Ulmen

Lemeu en patois.
Nota : en Indonésie, le terme Lemud désigne le moustique.

## Histoire
Le village dépendait du comté puis duché de Bar (enclavé dans le pays Messin) qui s’étendait jusqu’aux portes de Metz. Il faisait partie en 1404 du fief des Hungre, puis en 1682 du fief de Tournielle. En 1742, le village appartenait à la famille Georges, alors seigneurs de Lemud, dont descend le graveur Aimé de Lemud.
Sur la carte de Cassini, vers 1750, le nom du village s’écrit « Lemeu » et il est déjà aussi peu boisé qu’aujourd’hui.
Le 6 août 1870, le 2e corps de l'armée de Lorraine commandé par le général Frossard bat en retraite vers Metz après la perte de la bataille de Forbach-Spicheren. Il passe la nuit du 9 entre Rémilly et Lemud. 25 000 soldats, 5 000 chevaux, 72 canons et 18 mitrailleuses traversent le village le 10 août.
Une inondation a eu lieu en avril 2007 dans le centre du village. La précédente eut lieu en février 1997 et fut plus haute.
La ville a été associée par certains tenants du New Âge aux prédictions sur la fin du monde en 2012[réf. nécessaire].

## Politique et administration
| Période                                  | Période   | Identité            | Étiquette | Qualité     |
| ---------------------------------------- | --------- | ------------------- | --------- | ----------- |
| an VIII                                  |           | François Poinsignon | /         | /           |
| mars 1971                                | mars 1983 | André Boime         | /         | /           |
| mars 1983                                | mars 1995 | Christian Beauquel  | /         | /           |
| mars 1995                                | mars 2001 | Joseph Chatelus     | /         | /           |
| mars 2001                                | En cours  | Hervé Senser        | UMP-LR    | Agriculteur |
| Les données manquantes sont à compléter. |           |                     |           |             |

Hervé Senser a parrainé Bruno Mégret (MNR) lors des élections présidentielles de 2002 (J.O. Numéro 84 du 10 avril 2002).

## Population et société

### Démographie
L'évolution du nombre d'habitants est connue à travers les recensements de la population effectués dans la commune depuis 1793. Pour les communes de moins de 10 000 habitants, une enquête de recensement portant sur toute la population est réalisée tous les cinq ans, les populations de référence des années intermédiaires étant quant à elles estimées par interpolation ou extrapolation. Pour la commune, le premier recensement exhaustif entrant dans le cadre du nouveau dispositif a été réalisé en 2007.

En 2022, la commune comptait 524 habitants, en évolution de +14,66 % par rapport à 2016 (Moselle : +0,52 %, France hors Mayotte : +2,11 %).
| 1793 | 1800 | 1806 | 1821 | 1836 | 1841 | 1861 | 1866 | 1871 |
| ---- | ---- | ---- | ---- | ---- | ---- | ---- | ---- | ---- |
| 164  | 183  | 202  | 191  | 206  | 227  | 240  | 251  | 222  |

| 1875 | 1880 | 1885 | 1890 | 1895 | 1900 | 1905 | 1910 | 1921 |
| ---- | ---- | ---- | ---- | ---- | ---- | ---- | ---- | ---- |
| 206  | 222  | 209  | 202  | 208  | 188  | 208  | 200  | 413  |

| 1926 | 1931 | 1936 | 1946 | 1954 | 1962 | 1968 | 1975 | 1982 |
| ---- | ---- | ---- | ---- | ---- | ---- | ---- | ---- | ---- |
| 191  | 175  | 167  | 165  | 145  | 146  | 167  | 198  | 322  |

| 1990 | 1999 | 2006 | 2007 | 2012 | 2017 | 2022 | - | - |
| ---- | ---- | ---- | ---- | ---- | ---- | ---- | - | - |
| 323  | 297  | 303  | 304  | 313  | 501  | 524  | - | - |

### Enseignement
École maternelle jusqu’à la grande section.

### Manifestations culturelles et festivités
- Premier dimanche de décembre : petit marché de Noël dans les locaux de l’école maternelle (artisanat local…).
- Dernier dimanche de juin : brocante.

### Sports
Deux aires de jeux pour enfants, et pour 2012 un city stade pour plus de 20 000 euros.

## Économie
- Silos, magasin central et bureaux de la coopérative agricole LORCA, un des 20 plus importants acteurs économiques de Lorraine[24].
- Production céréalière et élevage.
- Fête patronale : dernier week end de juin
- Fabrique de cancoillote, depuis 1978.
- Bureau d’études en environnement (aménagements de rivières, hydrobiologie…).
- Zone commerciale « les 5 épis » (Super U, la Maison Point Vert…).
- Pêche.

## Culture locale et patrimoine

### Lieux et monuments

#### Édifices civils
- Le village a été récompensé par une fleur au palmarès du concours des villes et villages fleuris[25],
- Vestiges gallo-romains à droite de la route vers Rémilly,
- Le moulin de Bazoncourt sur la Nied française, aujourd’hui recouvert de vigne existe depuis l’an 875. On y a cessé toute activité au 1er janvier 1950,
- Ancien restaurant Simon-Iden,
- Ancienne brasserie,
- La place Félicité-de-Lemud,
- La place du Gué,
- Point de mesure national de la qualité de l’eau de rivière (sur la Nied française),

#### Édifices religieux

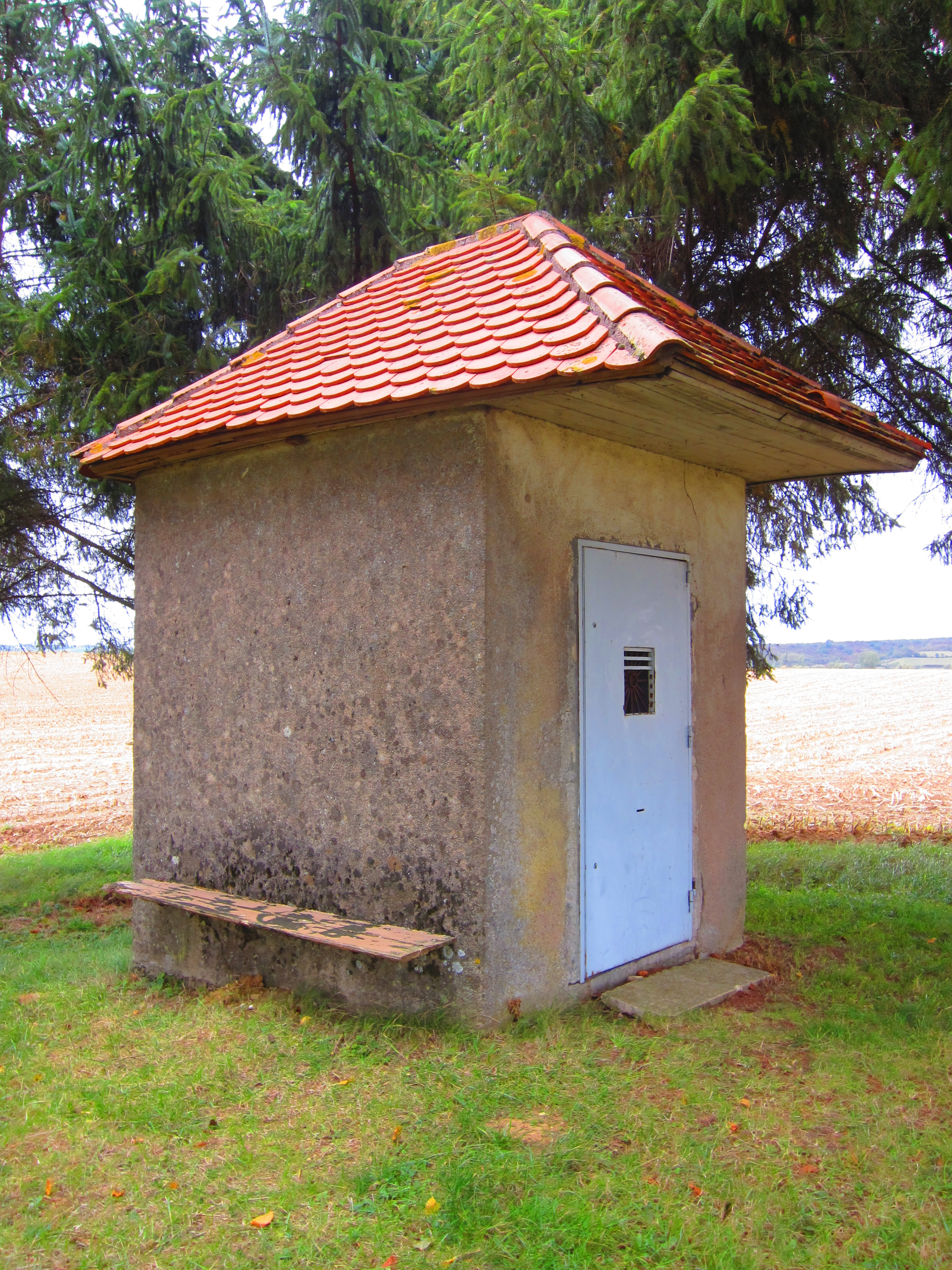
Chapelle-oratoire Notre-Dame-de-Beaumé.

- Église Sainte-Félicité néo-gothique datant de 1880
- Chapelle-oratoire Notre-Dame-de-Beaumé sur le chemin de Lemud, ancien lieu de pèlerinage le Vendredi saint.
- Au moins quatre calvaires sont présents sur la commune. Le calvaire de la rue du Stade porte les inscriptions suivants « O CRUX AVE SPES UNICA », ce qui signifie « Salut, ô Croix, notre unique espérance ». Il s’agit du début de la 6e strophe de l’hymne Vexilla regis composé par Venance Fortunat au VIe siècle.

### Personnalités liées à la commune
- Félicité de Lemud.
- Liste des comtes puis ducs de Bar :
- François-Sébastien George(s), seigneur de Lemud, né vers 1717 à Pont-à-Mousson, marié le 7 janvier 1738 avec Barbe-Françoise-Victoire de Vaux à Saint-Mihiel et décédé le 10 juin 1791, fils de Noble Didier, seigneur de Lemud, conseiller du roi et procureur sub-délégué au bailliage de Pont-à-Mousson, professeur de droit coutumier de la dite Université et de Marie Anne Royer.

### Héraldique
D’azur à la fasce d’argent, chargée d’un croissant d’azur entre deux croix pattées de gueules, accompagnée de trois abeilles d’or.

## Pour approfondir